# Hohlblättriges Plattmoos
Das Hohlblättrige Plattmoos (Plagiothecium cavifolium) ist eine Laubmoos-Art aus der Familie Plagiotheciaceae.

## Merkmale
Die Art bildet hellgrüne bis grüne oder auch etwas bräunliche, meist glänzende, dichte und flache Deckenrasen. Die Pflanzen sind bis drei Zentimeter groß, unregelmäßig verzweigt und kätzchenförmig bis schwach verflacht beblättert. Die Blätter sind bis 2,5 Millimeter lang, eiförmig, ziemlich symmetrisch, löffelförmig-hohl, ganzrandig, mit kurzer, schlanker Blattspitze und stark verschmälertem Blattgrund. Die Blattflügel laufen am Stämmchen mit ein bis drei Reihen rechteckiger Zellen herab. Die Rippe ist gewöhnlich kurz und doppelt. Die Zellen der Blattmitte sind linealisch-elliptisch, glatt, 10 bis 12 Mikrometer breit und 65 bis 120 Mikrometer lang. In der Blattspitze sind gewöhnlich keine Rhizoidinitialzellen vorhanden.
Die Geschlechterverteilung ist diözisch. Sporogone sind ziemlich selten. Die etwa um 2 Zentimeter lange Seta trägt eine aufrechte bis schwach geneigte, zylindrische Sporenkapsel. Der Kapseldeckel ist kegelig bis mehr oder weniger geschnäbelt. Die Sporen sind grün und 10 bis 13 Mikrometer groß.

## Standortansprüche
Das Moos wächst an frischen bis mäßig trockenen, basenreichen, aber kalkarmen bis mäßig sauren, schattigen Stellen, besonders auf offenem Waldboden, an Wegrändern, Böschungen und Hangflächen, seltener auf übererdetem Gestein oder am Fuß von Laubbäumen.

## Verbreitung
In Europa erstreckt sich das Verbreitungsgebiet über West-, Mittel- und Osteuropa, im Norden bis nördlich des Polarkreises. In Mitteleuropa ist die Art von der Ebene bis oberhalb der Baumgrenze weit verbreitet und oft häufig, nur im Flachland seltener. Neben den europäischen Vorkommen gibt es weitere in Teilen Asiens, in Nordamerika, in Kolumbien und Ozeanien.